# Agrostis lehmannii
Agrostis lehmannii är en gräsart som beskrevs av Jason Richard Swallen. Agrostis lehmannii ingår i släktet ven, och familjen gräs.
Artens utbredningsområde är Colombia. Inga underarter finns listade i Catalogue of Life.